# Morti nel 1565
| Questa pagina contiene informazioni ricavate automaticamente dalle voci biografiche con l'ausilio del template Bio e di un bot. L'aggiornamento è periodico e automatico e ricostruisce completamente la pagina. Se manca una persona in questa lista, sei pregato di non aggiungerla, ma accertati piuttosto che la sua voce biografica contenga il template Bio e che i dati anagrafici siano correttamente compilati. Se il template Bio manca, inseriscilo tu stesso o, in alternativa, metti l'avviso {{tmp\|Bio}} che ne segnala la mancanza. Se i dati riportati sono sbagliati, correggi direttamente la voce biografica; le modifiche saranno visibili in questa lista entro pochi giorni. Per chiarimenti vedi il progetto biografie. La lista contiene solo le 80 persone che sono citate nell'enciclopedia e per le quali è stato implementato correttamente il template Bio. Pagina aggiornata al 10 giu 2025. |

## Gennaio(8)
- 1º gennaio - Henry Stafford, II barone Stafford, nobile inglese (n. 1527)
- 2 gennaio - Joan Fitzgerald, nobildonna irlandese
- 5 gennaio - Camillo Scroffa, poeta italiano
- 10 gennaio - Gian Giacomo Bonzagna, medaglista, incisore e orafo italiano (n. 1507)
- 12 gennaio - Meir Katzenellenbogen, rabbino tedesco (n. 1482)
- 16 gennaio - Antonio Cappello, politico italiano (n. 1494)
- 19 gennaio - Diego Laínez, gesuita spagnolo (n. 1512)
- 28 gennaio - Federico Cesi, cardinale e vescovo cattolico italiano (n. 1500)

## Febbraio(2)
- 21 febbraio - Federico Gonzaga, cardinale e vescovo cattolico italiano (n. 1540)
- 26 febbraio - Francesco della Sega, italiano (n. 1528)

## Marzo(2)
- 8 marzo - Bernardo Cappello, scrittore e umanista italiano (n. 1498)
- 14 marzo - Vasco de Quiroga, vescovo cattolico e giudice spagnolo (n. 1470)

## Aprile(3)
- 2 aprile - Elizabeth Brooke, nobildonna inglese (n. 1526)
- 13 aprile - Bernardo Navagero, cardinale, ambasciatore e vescovo cattolico italiano (n. 1507)
- 27 aprile - Osanna di Cattaro, religiosa montenegrina (n. 1493)

## Maggio(4)
- 2 maggio - Margherita Antoniazzi, religiosa italiana (n. 1502)
- 5 maggio - Munjeong di Joseon, regina coreana (n. 1501)
- 14 maggio - Nicolaus von Amsdorf, teologo e vescovo luterano tedesco (n. 1483)
- 28 maggio - Mikołaj Krzysztof Radziwiłł, nobile polacco (n. 1515)

## Giugno(6)
- 3 giugno - Antonio Bernardi, vescovo cattolico e filosofo italiano (n. 1502)
- 12 giugno - Adrianus Turnebus, umanista, filologo e filosofo francese (n. 1512)
- 17 giugno - Ashikaga Yoshiteru, militare giapponese (n. 1536)
- 23 giugno - Dragut, ammiraglio e corsaro ottomano (n. 1485)
- 25 giugno - Herluf Trolle, ammiraglio danese (n. 1516)
- 28 giugno - Semiz Ali Pascià, politico ottomano

## Luglio(5)
- 11 luglio - Renato di Challant, conte (n. 1502)
- 13 luglio - Asdrubale de' Medici, condottiero italiano
- 16 luglio - Date Tanemune, militare giapponese (n. 1488)
- 21 luglio - Polidoro da Lanciano, pittore italiano
- 25 luglio - David Köler, organista, compositore e cantore tedesco (n. 1532)

## Agosto(2)
- 26 agosto - Giovanni Jacopo Caraglio, incisore, pittore e medaglista italiano (n. 1500)
- 29 agosto - Alfonso Carafa, cardinale e arcivescovo cattolico italiano (n. 1540)

## Settembre(4)
- 4 settembre - Simone Pasqua Di Negro, cardinale e vescovo cattolico italiano (n. 1492)
- 13 settembre - Guillaume Farel, teologo francese (n. 1489)
- 15 settembre - Modestinus Pistoris, giurista tedesco (n. 1516)
- 25 settembre - Giulio Magnani, vescovo cattolico italiano (n. 1505)

## Ottobre(8)
- 1º ottobre - Giovanni Giacomo Barba, vescovo cattolico italiano (n. 1499)
- 4 ottobre - Pietro Paolo Vergerio, teologo, vescovo cattolico e vescovo luterano italiano (n. 1498)
- 5 ottobre - Lodovico Ferrari, matematico italiano (n. 1522)
- 6 ottobre - Annibale Bozzuti, cardinale e arcivescovo cattolico italiano (n. 1521)
- 7 ottobre - Johannes Mathesius, pastore protestante e teologo tedesco (n. 1504)
- 8 ottobre - Alessandro di Sassonia, principe tedesco (n. 1554)
- 10 ottobre - Carlo di La Roche-sur-Yon, nobile francese (n. 1515)
- 29 ottobre - Ranuccio Farnese, cardinale italiano (n. 1530)

## Novembre(5)
- 2 novembre - Matilde di Wittelsbach, nobile (n. 1532)
- 11 novembre - Obu Toramasa, militare giapponese (n. 1504)
- 12 novembre - Carlo Visconti Borromeo, cardinale e vescovo cattolico italiano (n. 1523)
- 25 novembre - Satake Yoshiaki, militare giapponese (n. 1531)
- 25 novembre - Teresa de Zúñiga, nobildonna spagnola (n. 1502)

## Dicembre(7)
- 5 dicembre - Abd al-Wahhab al-Sha'rani, giurista egiziano (n. 1493)
- 7 dicembre - Tiberio Calcagni, scultore e architetto italiano (n. 1532)
- 9 dicembre - Papa Pio IV, papa, vescovo cattolico e cardinale italiano (n. 1499)
- 13 dicembre - Conrad Gessner, naturalista, teologo e bibliografo svizzero (n. 1516)
- 18 dicembre - Benedetto Varchi, umanista, scrittore e storico italiano (n. 1503)
- 27 dicembre - Luis de Santa María Nanacacipactzin, sovrano azteco
- 28 dicembre - Antonio Begarelli, scultore italiano (n. 1499)

## Senza giorno specificato(24)
- Pietro Paolo Arrigoni, nobile e politico italiano
- Juan Barahona, giurista e diplomatico spagnolo (n. 1519)
- Bartolomeo Beretta, artigiano italiano (n. 1490)
- Jacques Buus, organista e compositore fiammingo
- Giovan Battista Calvi, ingegnere militare italiano
- Ippolito Chizzola, presbitero e scrittore italiano (n. 1521)
- Giovanni Cini, scultore italiano
- Giacomo Cocco, arcivescovo cattolico italiano
- Corrado I di Zurlauben, mercenario svizzero
- Bernardino Daniello, letterato italiano
- Sebastiano Fausto, traduttore italiano (n. 1502)
- Galeazzo Florimonte, vescovo cattolico italiano (n. 1484)
- Alessandro Fregoso, condottiero italiano
- Francesco Gualtieri, pittore italiano
- Giuseppe Malaspina, nobile italiano
- Ennio Massari Filonardi, vescovo cattolico italiano (n. 1495)
- Porzia de' Medici, religiosa italiana (n. 1537)
- Eustachio Petrucci, militare italiano
- Jean Poitevin, cantore francese
- Jean Ribault, esploratore e navigatore francese (n. 1520)
- Cipriano de Rore, compositore fiammingo
- Francesco dal Sole, matematico, astronomo e ingegnere francese (n. 1490)
- Richard Turner, presbitero inglese
- Niccolò Zeno, storico italiano (n. 1515)